# Fire from the Gods
Fire from the Gods (FFTG) est un groupe américain de hard rock, originaire d'Austin, au Texas. Le groupe est signé depuis 2022 par Better Noise Music, et se compose du guitariste principal Drew Walker, du bassiste Bonner Baker, du guitariste rythmique et choriste Jameson Teat, du batteur Richard Wicander et du chanteur principal AJ Channer.
FFTG compte trois albums studio : Narrative (2016, Rise), American Sun (2019, Eleven Seven), Soul Revolution (2022, Better Noise).

## Histoire

### Débuts (2007–2015)
Fire from the Gods est formé à Austin, au Texas, en 2007 par les guitaristes Drew Walker et Tony Esparza, le bassiste Bonner Baker, le claviériste Jebediah Roper, le batteur Chad Huff et le chanteur Michael Vincent, qui se sont réunis à la suite d'une bataille locale de groupes. La même année, ils sortent une démo - dont la pochette montrait leur chanteur et claviériste de l'époque. Leur vocaliste d'origine était Michael Vincent, qui a toujours les enregistrements de leur EP Sweet Lasting Revenge sur son compte YouTube personnel, qui semble également avoir été la page officielle du groupe. Leur genre musical et leurs influences ont été décrits comme « mélangeant le hip-hop, le metal et le punk hardcore ».
En 2013, Judson Curtis remplace Chad Huff à la batterie à temps pour l'EP Sweet Lasting Revenge et Michael Vincent sera remplacé au chant par Eric July pour l'EP Politically Incorrect (2013). Fin 2013, Jameson Teat et Richard Wicander remplacent Tony Esparza et Judson Curtis respectivement à la guitare rythmique et à la batterie. Chris Mardis est d'abord engagé comme chanteur de remplacement après le départ d'Eric July à la même époque, mais reste à bord lorsque le groupe ajoute officiellement A.J. Channer en 2014.

### Narrative(2015-2019)
Le 12 octobre 2015, Fire from the Gods sort Pretenders, leur premier single sous le label Rise Records. La version single de la chanson incluait Channer et Mardis au chant. Après le départ de Mardis en 2016, alors que FFTG enregistrait Narrative, Channer devient le seul chanteur. Narrative, le premier album complet du groupe, est produit par David Bendeth et publié le 26 août 2016 chez Rise. L'album contient les singles à succès Excuse Me et End Transmission, et aborde des sujets controversés tels que le racisme et l'abus de pouvoir.
En 2017, l'album est réédité sous le nom de Narrative Retold avec l'ajout de deux nouvelles chansons, The Voiceless et The Taste, toutes deux produites par Jonathan Davis de Korn. Après la sortie de Narrative Retold, le groupe part en tournée avec Born of Osiris, Volumes, Within the Ruins, Oceans Ate Alaska, et plus tard avec P.O.D., Alien Ant Farm et Powerflo,. En 2018, Fire from the Gods assure la première partie de Sevendust, Of Mice and Men, Memphis May Fire et In Flames sur certaines dates de leurs tournées américaines respectives en tête d'affiche.

### American Sun(2019-2021)
En 2019, le groupe signe avec le label Eleven Seven du guitariste de Five Finger Death Punch, Zoltan Bathory, et sort son deuxième album American Sun le 1er novembre 2019, produit par Erik Ron. L'album est précédé des singles Truth to the Weak (Not Built to Collapse) (sorti le 26 juillet 2019), Right Now (30 août 2019) et Make You Feel It (4 octobre 2019). American Sun, comme Narrative, traite de questions telles que l'agitation politique, la surcharge technologique, le chaos politique et l'apathie environnementale. En juillet 2019, Fire from the Gods effectue une tournée en première partie de Five Finger Death Punch et de In This Moment. Coïncidant avec la sortie de American Sun, le groupe assure la première partie de Five Finger Death Punch, aux côtés de Bad Wolves et Three Days Grace, lors d'une tournée qui débute par des concerts consécutifs au Joint at the Hard Rock Hotel les 1er et 2 novembre 2019.
Le 18 juin 2021, le groupe sort un EP de quatre titres, American Sun : Reimagined EP. Le 27 août 2021, la chanson Victory (feat. Matt B. of From Ashes to New) est sort en tant que dernier single de l'album American Sun.

### Soul Revolution(depuis 2021)
En décembre 2021, AJ Channer annonce sur le podcast Lonestar Collective que le groupe entrera en studio en janvier 2022 pour commencer l'enregistrement de son troisième album.
En mars-avril 2022, FFTG tourne aux États-Unis en première partie de From Ashes to New sur leur tournée Still Panicking Tour aux côtés de Blind Channel, Kingdom Collapse et Above Snakes. D'août à octobre 2022, le groupe tourne en première partie de Five Fingers Death Punch sur leur tournée américaine en tête d'affiche aux côtés de Megadeth et The HU.
Le troisième album du groupe, Soul Revolution, coproduit par Erik Ron et Richard Wicander, sort le 28 octobre 2022 via Better Noise Music et reçoit des critiques positives,. Il est précédé des singles SOS (sorti le 3 juin 2022), Soul Revolution (15 juillet 2022), Thousand Lifetimes (26 août 2022) et World So Cold (30 septembre 2022).
En février-mars 2023, FFTG effectue une tournée en première partie de la tournée américaine The Deathrattle Tour de Norma Jean aux côtés de Greyhaven. Thousand Lifetimes est réenregistré avec Corey Glover de Living Colour, et réédité en single le 17 février 2023.

## Discographie

### Albums studio
- 2016 : Narrative (Rise Records)
- 2019 : American Sun (Eleven Seven)
- 2022 : Soul Revolution (Better Noise)

### EP
- 2007 : Fire From the Gods - Demo
- 2010 : Sleeping with Anchors and Mirrors
- 2011 : Sweet Lasting Revenge
- 2013 : Politically Incorrect
- 2021 : American Sun: Reimagined
- 2023 : Soul Revolution: Acoustic Vibes